# Бахчелиэвлер
Бахчелиэвлер (тур. Bahçelievler) — район провинции Стамбул (Турция), часть города Стамбул. Граничит с кварталом Атакёй района Бакыркёй.

## История
В античные времена здесь добывался камень для строительства Константинополя. Во времена Османской империи здесь были деревни, населённые греками. Бурное развитие территории началось лишь в 1960-х годах. 25 августа 1992 года Бахчелиэвлер был выделен из района Бакыркёй в отдельный район.